# Dolerus bimaculatus
Dolerus bimaculatus är en stekelart som först beskrevs av Geoffroy 1785.  Dolerus bimaculatus ingår i släktet Dolerus, och familjen bladsteklar. Arten är reproducerande i Sverige.